# Hülsbecker Rotte
Die Hülsbecker Rotte war bis zum 19. Jahrhundert eine der untersten Verwaltungseinheiten im ländlichen Außenbezirk der  bergischen Stadt Elberfeld und des Kirchspiels Elberfeld im Kreis Elberfeld des Regierungsbezirks Düsseldorf innerhalb der preußischen Rheinprovinz. Sie befand sich im Umfeld des Briller Bachs, der auf der Karte Topographia Ducatus Montani von 1715 mit Hülsbec (= Hülsbeck) beschriftet ist. 
Laut der Statistik und Topographie des Regierungsbezirks Düsseldorf von 1832 gehörten zu der Rotte folgende Ortschaften und Wohnplätze: Am Brill, Am Buschhäuschen, Am Grünewalder Berg, An der Nüll, Auf dem Ochsenkamp, Im Nützenberg, Im Ottenbruch und In der Hülsbeck.